# Syrphoctonus irinae
Syrphoctonus irinae är en stekelart som beskrevs av Manukyan 1995. Syrphoctonus irinae ingår i släktet Syrphoctonus och familjen brokparasitsteklar. Inga underarter finns listade i Catalogue of Life.